# Carrión de los Condes
Carrión de los Condes là một đô thị trong tỉnh Palencia, Castile và León, Tây Ban Nha. Cách thành phố Palencia 40 km. Theo điều tra dân số 2013 (INE), đô thị này có dân số là 2204 người.